# Мелані Шаппюї
Мелані Шаппюї (нар. 13 січня 1976 року в Бонні) — швейцарська письменниця, колумністка газети «Час».

## Життєпис
Мелані Шаппюї народилася в родині дипломата. Дитинство провела в Гватемалі, Нігерії, Аргентині, Берні та Нью-Йорку. Навчалася в Женевському університеті. Отримала ступінь ліценціату в галузі літературознавства (Женева) та диплом DEA Інституту європейських досліджень 
Працювала журналісткою, радіоведучою, співпрацювала з різними виданнями. Мелані бере участь у художніх перформансах, читаннях.
З 2011 року одружена з Філіпом Шаппюї, відомим під псевдонімом Зеп, швейцарським художником і ілюстратором. Має двох дітей від попередніх стосунків. Мешкає у Женеві.

## Творчість
У творчості Мелані часто перетинаються література і сценічне мистецтво: вона співпрацювала з хореографом Foofwa d’Imobilité, віолончелісткою Céline Chappuis, музикантом Jérémie Kisling. У інтерв’ю вона підкреслювала, що теми, які її хвилюють — це любов, жінки і почуття коріння, з якими пов’язаний її досвід постійного переселення та пошуку дому.
У 2008 році опублікувала перший роман «Фріда» (фр. Frida) у видавництва Bernard Campiche. У 2010 році вийшов другий роман «Холодні поцілунки, як місяць» (фр. Des baisers froids comme la lune), назва якого походить від поеми Шарля Бодлера «Привид» (фр. Le revenant). У 2011 році отримала грант від кантону Во на написання третьої книги.
У 2012 році здобула премію Prix de la relève кантону Во за книгу «Зачаття Макуле» (фр. Maculée conception), опубліковану в 2013 році.
До 2014 року вела щотижневу колонку «В голові у…» (фр. Dans la tête de…, нім. Im Kopf von…) у газеті «Час» (Le Temps).

## Твори
Тематика творчості — глибоке вивчення людських почуттів: любов, материнство, жіноча солідарність, а також психологічні та містичні елементи. * 2008 — «Фріда» (фр. Frida)
- 2010 — «Холодні поцілунки, як місяць» (фр. Des baisers froids comme la lune)
- 2013 — «Зачаття Макуле» (фр. Maculée conception)
- 2013 — «В голові у… Хроніки» (фр. Dans la tête de… Chroniques)
- 2015 — «Закоханий імператор» (фр. L'empereur amoureux)
- 2016 — «Чай із моїми дорогими привидами» (фр. Un thé avec mes chères fantômes)
- 2017 — «Ви, ваші люди» (фр. Vous, vos humains)
- 2018 — «Піфія» (фр. La Pythie)

## Вебпосилання
- Мелані Шаппуї, біографія та бібліографія з літератури Viceversa
- Мелані Шаппуї на melaniechappuis.com (французька)
- Бібліографія Мелані Чаппюї на сайті worldcat.org/identities

1. ↑  https://www.patrinum.ch/record/45337